# Jentileio

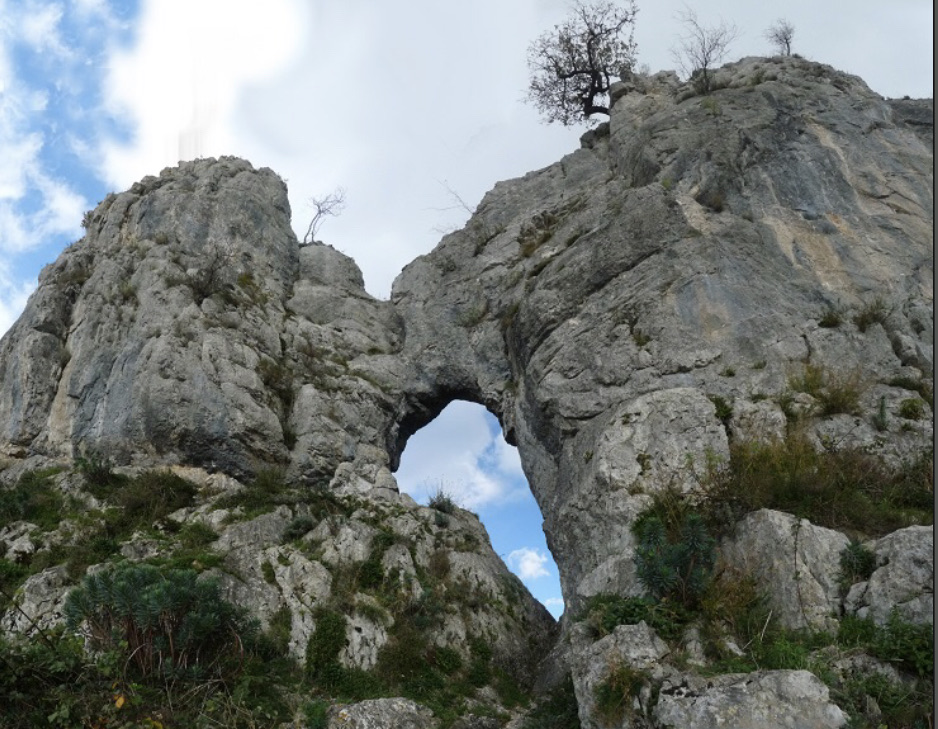
Jentileio ou Jentilen leiho.

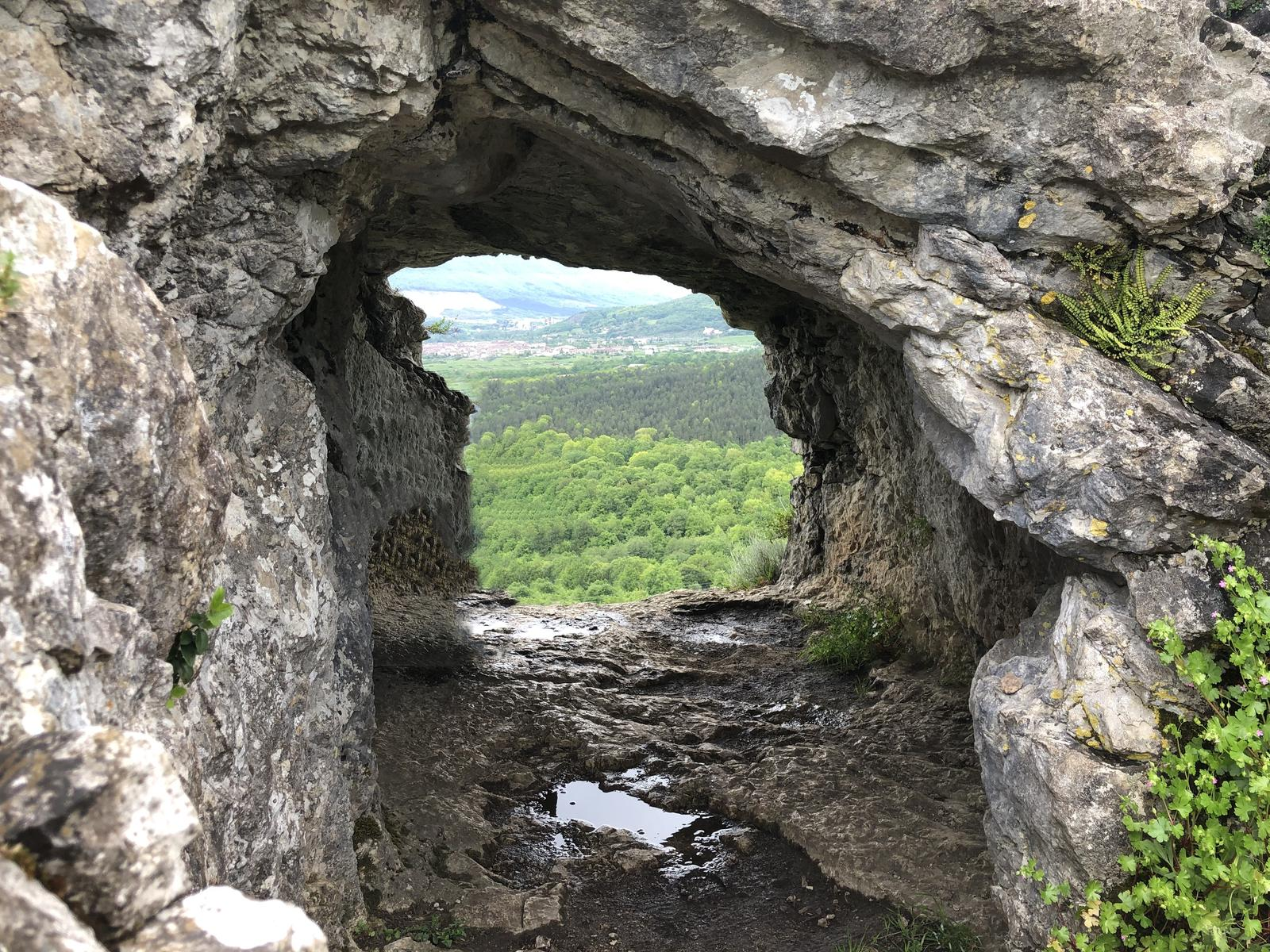
Jentilen Sukalde, proche de l'ancien château d'Irurita dont il ne reste rien.

Jentileio, Jentilen leiho ou Jentilen begi est le mot basque désignant la « fenêtre ou l'œil des Jentilak » (gentils dans le sens « païens »), des géants par excellence de la mythologie basque. C'est une arche naturelle dans les hauteurs du mont Laieneko Haitza (685 m), dans le massif d'Ataun-Burunda, une zone riche en légendes et mythes.

## Étymologie
Leio signifie « fenêtre » en basque. Le suffixe a désigne l'article : leioa se traduit donc par « la fenêtre ». Sukalde signifie « cuisine » et begi signifie « œil».

## Description
Cette arche naturelle ou « fenêtre », mesure pratiquement deux mètres de haut et un mètre et demi de large. Il s'agit en fait d'un tunnel artificiel de près de cinq mètres de long traversant ce pic du sud au nord et qui débouche dans une enceinte de plan quadrangulaire appelée Jentilen sukalde (cuisine des Jentils). C'est une sorte de citerne qui mesure quatre mètres de long, deux mètres et demi de large pour deux mètres de profondeur, taillée artificiellement dans la roche. Il semble que ce piton soit une ancienne forteresse semblable au Jentilbaratza d'Ataun ,.
C'est aussi le territoire des Jentilak ou Gentils, des géants friands de lancer d'énormes pierres à plusieurs reprises contre des lieux de culte chrétiens avec pour intention de les détruire. Depuis le haut des montagnes, lors du lancement de la roche, ils glissent et le projectile se trouve finalement à atterrir à mi-chemin de sa cible. 
C'est justement son rapport au christianisme, l'une de ses principales caractéristiques, car en quelque sorte, ils représentent les anciens usages de la montagne, en confrontation directe avec les nouvelles croyances, c'est-à-dire le christianisme.